# Pape Sy
Pape Sy (Loudeac, Francuska, 5. travnja 1988.) francuski je profesionalni košarkaš. Igra na poziciji niskog krila, a trenutačno je član francuske momčadi STB Le Havrea. Izabran je u 2. krugu (53. ukupno) NBA drafta 2010. od strane Atlanta Hawksa.

## Vanjske poveznice
- Profil na NBA Draft.net